# Пинта (каравелла)
«Пинта» — каравелла, один из трёх кораблей первой экспедиции Христофора Колумба, во время которой, в 1492 году, была открыта Америка. Другими кораблями этой экспедиции были «Санта-Мария» и «Нинья». 12 октября 1492 года вахтенный матрос «Пинты» Родриго де Триана первым увидел Новый Свет.

## История
«Пинта» был самой большой каравеллой в первой экспедиции великого путешественника. Однако по неизвестным причинам после гибели «Санта-Марии» руководитель плаванья выбрал не её в качестве флагмана. Скорее всего, дело было в хозяине и капитане корабля — Мартине Алонсо Пинсоне. Ведь во время путешествия он не раз оспаривал решения Колумба. Вероятно, великий мореплаватель опасался бунта и поэтому избрал корабль «Нинья», где капитаном был брат Мартина — более покладистый Висенте.

### Дальнейшая судьба
О том, как складывалась судьба корабля «Пинта» после путешествия Колумба, неизвестно. Есть данные, что после возвращения капитан корабля был довольно холодно принят на родине. А из-за проблем со здоровьем, полученных во время экспедиции, умер через несколько месяцев. Вероятно, корабль либо был продан и сменил название, либо погиб во время очередного плаванья.